# Karancs kilátó
A Karancs kilátó egy észak-magyarországi kilátó Salgótarján közigazgatási területén, a Karancs hegységben, a hegység legmagasabb, azonos nevű csúcsán. A kilátó 25,6 méter magas, három szintből áll.

## Megközelíthetősége

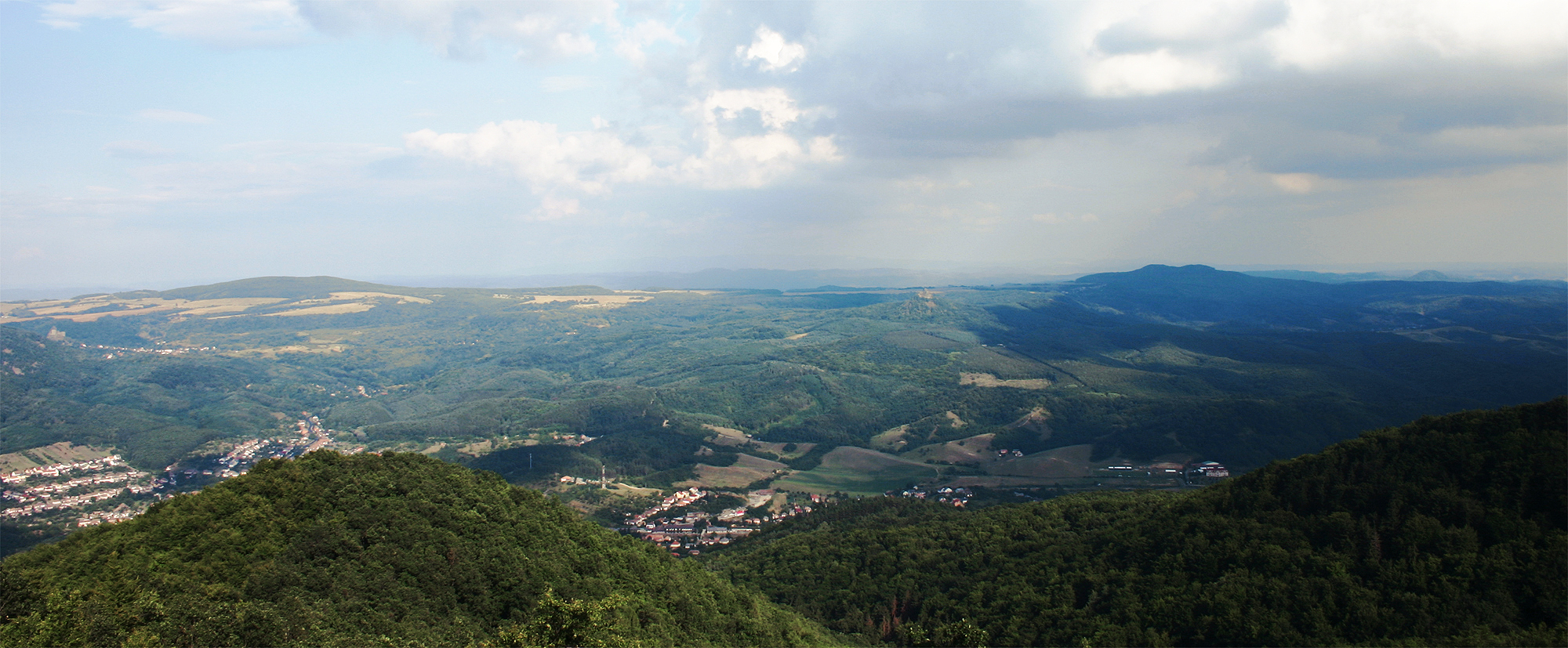
Panoráma a kilátóból a Medves-fennsík irányába

Közúton, autóval, vagy helyi járati busszal közlekedve, a 21-es főúton, Salgótarján északi városhatárától, közvetlenül a Tóstrand mellől indulva a piros háromszöggel jelzett turistaúton.
Vasúton, a rövidebb utat választva Somoskőújfalu vasútállomásán a vonatról leszállva, a piros sávval jelzett turistaúton lehet megközelíteni.
A kilátó Karancslapujtő településről is megközelíthető, a túrázók által a zöld kereszttel jelzett turistaúton.

## Története
A Karancson a jelenlegi kilátó előtt is állt már egy faszerkezetű építmény. Ezt 1966-ban cserélték le, a jelenlegi acélszerkezetűre, melyet közösségi munkában, a helybéli lakosok segítségével építettek fel. 
A kilátó első felújítása 1991-ben történt meg, mivel az állapota karbantartás hiányában életveszélyessé vált. Ekkor újították fel a közelében lévő Margit-kápolnát is. A felújított kápolnát és a kilátót 1991. július 13-án az avatóünnepségen szentelte fel dr. Lébényi Antal salgótarjáni főesperes.
2001-ben a korábbi tulajdonos a Nógrád Megyei Önkormányzat az Ipolyerdő Rt-nek adta át a létesítmény fenntartását. Utolsó felújítása 2001 végén kezdődött, melyet 2002 tavaszán fejeztek be. 
A kilátó jelenleg is látogatható állapotban van, térítésmentesen, egész évben, a hét minden napján bármely időszakában.